# Liste der Mitglieder des australischen Repräsentantenhauses (2010–2013)
Diese Liste enthält die Abgeordneten des australischen Repräsentantenhauses zwischen 2010 und 2013.
Insgesamt hat das Unterhaus 150 Mitglieder. Bei den Parlamentswahlen in Australien kam es zu einem hung parliament zwischen der Labor Party und der Opposition aus Liberalen und Nationaler Partei. Sowohl die Labor Party als auch die nationalliberale Koalition (Liberal Party of Australia, Liberale Nationalpartei, Nationale Partei Australiens und Country Liberal Party) hatten mit jeweils 72 Mandaten die absolute Mehrheit im Unterhaus verfehlt.
Nach Verhandlungen kam es zur Bildung einer Labor-Minderheitsregierung mit der Unterstützung von 4 Abgeordneten aus anderen Parteien bzw. Parteiunabhängigen. Dadurch wurde die absolute Mehrheit (76:74 Abgeordnete) erreicht.
| Mitglied           | Partei                               | Wahlkreis       | Bundesstaat bzw. Territorium | Erstmals im Parlament      |
| ------------------ | ------------------------------------ | --------------- | ---------------------------- | -------------------------- |
| Tony Abbott        | Liberal Party of Australia           | Warringah       | New South Wales              | 1994                       |
| Dick Adams         | Australian Labor Party               | Lyons           | Tasmanien                    | 1993                       |
| Anthony Albanese   | Australian Labor Party               | Grayndler       | New South Wales              | 1996                       |
| John Alexander     | Liberal Party of Australia           | Bennelong       | New South Wales              | 2010                       |
| Karen Andrews      | Liberal National Party of Queensland | McPherson       | Queensland                   | 2010                       |
| Kevin Andrews      | Liberal Party of Australia           | Menzies         | Victoria                     | 1991                       |
| Bob Baldwin        | Liberal Party of Australia           | Paterson        | New South Wales              | 1996–1998, 2001            |
| Adam Bandt         | Australian Greens                    | Melbourne       | Victoria                     | 2010                       |
| Bruce Billson      | Liberal Party of Australia           | Dunkley         | Victoria                     | 1996                       |
| Sharon Bird        | Australian Labor Party               | Cunningham      | New South Wales              | 2004                       |
| Bronwyn Bishop     | Liberal Party of Australia           | Mackellar       | New South Wales              | 1994                       |
| Julie Bishop       | Liberal Party of Australia           | Curtin          | Western Australia            | 1998                       |
| Chris Bowen        | Australian Labor Party               | McMahon         | New South Wales              | 2004                       |
| David Bradbury     | Australian Labor Party               | Lindsay         | New South Wales              | 2007                       |
| Jamie Briggs       | Liberal Party of Australia           | Mayo            | South Australia              | 2008–present               |
| Russell Broadbent  | Liberal Party of Australia           | McMillan        | Victoria                     | 1990–1993, 1996–1998, 2004 |
| Gai Brodtmann      | Australian Labor Party               | Canberra        | Australian Capital Territory | 2010                       |
| Scott Buchholz     | Liberal National Party of Queensland | Wright          | Queensland                   | 2010                       |
| Anna Burke         | Australian Labor Party               | Chisholm        | Victoria                     | 1998                       |
| Tony Burke         | Australian Labor Party               | Watson          | New South Wales              | 2004                       |
| Mark Butler        | Australian Labor Party               | Port Adelaide   | South Australia              | 2007                       |
| Anthony Byrne      | Australian Labor Party               | Holt            | Victoria                     | 1999                       |
| Nick Champion      | Australian Labor Party               | Wakefield       | South Australia              | 2007                       |
| Darren Cheeseman   | Australian Labor Party               | Corangamite     | Victoria                     | 2007                       |
| Darren Chester     | Nationale Partei Australiens         | Gippsland       | Victoria                     | 2008                       |
| George Christensen | Liberal National Party of Queensland | Dawson          | Queensland                   | 2010                       |
| Steven Ciobo       | Liberal National Party of Queensland | Moncrieff       | Queensland                   | 2001                       |
| Jason Clare        | Australian Labor Party               | Blaxland        | New South Wales              | 2007                       |
| John Cobb          | Nationale Partei Australiens         | Calare          | New South Wales              | 2001                       |
| Julie Collins      | Australian Labor Party               | Franklin        | Tasmanien                    | 2007                       |
| Greg Combet        | Australian Labor Party               | Charlton        | New South Wales              | 2007                       |
| Mark Coulton       | Nationale Partei Australiens         | Parkes          | New South Wales              | 2007                       |
| Simon Crean        | Australian Labor Party               | Hotham          | Victoria                     | 1990                       |
| Tony Crook         | Nationale Partei Australiens         | O’Connor        | Western Australia            | 2010                       |
| Michael Danby      | Australian Labor Party               | Melbourne Ports | Victoria                     | 1998                       |
| Yvette D'Ath       | Australian Labor Party               | Petrie          | Queensland                   | 2007                       |
| Mark Dreyfus       | Australian Labor Party               | Isaacs          | Victoria                     | 2007                       |
| Peter Dutton       | Liberal National Party of Queensland | Dickson         | Queensland                   | 2001                       |
| Justine Elliot     | Australian Labor Party               | Richmond        | New South Wales              | 2004                       |
| Kate Ellis         | Australian Labor Party               | Adelaide        | 2004                         |                            |
| Craig Emerson      | Australian Labor Party               | Rankin          | Queensland                   | 1998                       |
| Warren Entsch      | Liberal National Party of Queensland | Leichhardt      | Queensland                   | 1996–2007, 2010            |
| Laurie Ferguson    | Australian Labor Party               | Werriwa         | New South Wales              | 1990                       |
| Martin Ferguson    | Australian Labor Party               | Batman          | Victoria                     | 1996                       |
| Joel Fitzgibbon    | Australian Labor Party               | Hunter          | New South Wales              | 1996                       |
| Paul Fletcher      | Liberal Party of Australia           | Bradfield       | New South Wales              | 2009                       |
| John Forrest       | Nationale Partei Australiens         | Mallee          | Victoria                     | 1993                       |
| Josh Frydenberg    | Liberal Party of Australia           | Kooyong         | Victoria                     | 2010                       |
| Teresa Gambaro     | Liberal National Party of Queensland | Brisbane        | Queensland                   | 1996–2007, 2010            |
| Peter Garrett      | Australian Labor Party               | Kingsford Smith | New South Wales              | 2004                       |
| Joanna Gash        | Liberal Party of Australia           | Gilmore         | New South Wales              | 1996                       |
| Steve Georganas    | Australian Labor Party               | Hindmarsh       | South Australia              | 2004                       |
| Steve Gibbons      | Australian Labor Party               | Bendigo         | Victoria                     | 1998                       |
| Julia Gillard      | Australian Labor Party               | Lalor           | Victoria                     | 1998                       |
| Gary Gray          | Australian Labor Party               | Brand           | Western Australia            | 2007                       |
| Sharon Grierson    | Australian Labor Party               | Newcastle       | New South Wales              | 2001                       |
| Alan Griffin       | Australian Labor Party               | Bruce           | Victoria                     | 1993                       |
| Natasha Griggs     | Country Liberal Party                | Bruce           | Northern Territory           | 2010                       |
| Barry Haase        | Liberal Party of Australia           | Durack          | Western Australia            | 1998                       |
| Jill Hall          | Australian Labor Party               | Shortland       | New South Wales              | 1998                       |
| Luke Hartsuyker    | Nationale Partei Australiens         | Cowper          | New South Wales              | 2001                       |
| Alex Hawke         | Liberal Party of Australia           | Mitchell        | New South Wales              | 2007                       |
| Chris Hayes        | Australian Labor Party               | Fowler          | New South Wales              | 2005                       |
| Joe Hockey         | Liberal Party of Australia           | North Sydney    | New South Wales              | 1996                       |
| Greg Hunt          | Liberal Party of Australia           | Flinders        | Victoria                     | 2001                       |
| Ed Husic           | Australian Labor Party               | Chifley         | New South Wales              | 2010                       |
| Steve Irons        | Liberal Party of Australia           | Swan            | Western Australia            | 2007                       |
| Harry Jenkins      | Australian Labor Party               | Scullin         | Victoria                     | 1986                       |
| Dennis Jensen      | Liberal Party of Australia           | Tangney         | 2004                         |                            |
| Ewen Jones         | Liberal National Party of Queensland | Herbert         | Queensland                   | 2010                       |
| Stephen Jones      | Australian Labor Party               | Throsby         | New South Wales              | 2010                       |
| Bob Katter         | Katter’s Australian Party            | Kennedy         | Queensland                   | 1993                       |
| Michael Keenan     | Liberal Party of Australia           | Stirling        | Western Australia            | 2004                       |
| Craig Kelly        | Liberal Party of Australia           | Hughes          | New South Wales              | 2010                       |
| Mike Kelly         | Australian Labor Party               | Eden-Monaro     | New South Wales              | 2007                       |
| Catherine King     | Australian Labor Party               | Ballarat        | Victoria                     | 2001                       |
| Andrew Laming      | Liberal National Party of Queensland | Bowman          | Queensland                   | 2004                       |
| Andrew Leigh       | Australian Labor Party               | Fraser          | Australian Capital Territory | 2010                       |
| Kirsten Livermore  | Australian Labor Party               | Capricornia     | Queensland                   | 1998                       |
| Sussan Ley         | Liberal Party of Australia           | Farrer          | New South Wales              | 2001                       |
| Geoff Lyons        | Australian Labor Party               | Bass            | Tasmanien                    | 2010                       |
| Ian Macfarlane     | Liberal National Party of Queensland | Groom           | Queensland                   | 1998                       |
| Jenny Macklin      | Australian Labor Party               | Jagajaga        | Victoria                     | 1996                       |
| Nola Marino        | Liberal Party of Australia           | Forrest         | Western Australia            | 2007                       |
| Louise Markus      | Liberal Party of Australia           | Macquarie       | New South Wales              | 2004                       |
| Richard Marles     | Australian Labor Party               | Corio           | Victoria                     | 2007                       |
| Russell Matheson   | Liberal Party of Australia           | Macarthur       | New South Wales              | 2010                       |
| Robert McClelland  | Australian Labor Party               | Barton          | New South Wales              | 1996                       |
| Michael McCormack  | Nationale Partei Australiens         | Riverina        | New South Wales              | 2010                       |
| Daryl Melham       | Australian Labor Party               | Banks           | New South Wales              | 1990                       |
| Sophie Mirabella   | Liberal Party of Australia           | Indi            | Victoria                     | 2001                       |
| Rob Mitchell       | Australian Labor Party               | McEwen          | Victoria                     | 2010                       |
| Scott Morrison     | Liberal Party of Australia           | Cook            | New South Wales              | 2007                       |
| Judi Moylan        | Liberal Party of Australia           | Pearce          | Western Australia            | 1993                       |
| John Murphy        | Australian Labor Party               | Reid            | New South Wales              | 1998                       |
| Shayne Neumann     | Australian Labor Party               | Blair           | Queensland                   | 2007                       |
| Paul Neville       | Liberal National Party of Queensland | Hinkler         | Queensland                   | 1993                       |
| Brendan O’Connor   | Australian Labor Party               | Gorton          | Victoria                     | 2001                       |
| Ken O’Dowd         | Liberal National Party of Queensland | Flynn           | Queensland                   | 2010                       |
| Kelly O’Dwyer      | Liberal Party of Australia           | Higgins         | Victoria                     | 2009                       |
| Deborah O’Neill    | Australian Labor Party               | Robertson       | New South Wales              | 2010                       |
| Rob Oakeshott      | parteilos                            | Lyne            | New South Wales              | 2008                       |
| Julie Owens        | Australian Labor Party               | Parramatta      | New South Wales              | 2004                       |
| Melissa Parke      | Australian Labor Party               | Fremantle       | Western Australia            | 2007                       |
| Graham Perrett     | Australian Labor Party               | Moreton         | Queensland                   | 2007                       |
| Tanya Plibersek    | Australian Labor Party               | Sydney          | New South Wales              | 1998                       |
| Jane Prentice      | Liberal National Party of Queensland | Ryan            | Queensland                   | 2010                       |
| Christopher Pyne   | Liberal Party of Australia           | Sturt           | South Australia              | 1993                       |
| Rowan Ramsey       | Liberal Party of Australia           | Grey            | South Australia              | 2007                       |
| Don Randall        | Liberal Party of Australia           | Canning         | Western Australia            | 1996–1998, 2001            |
| Bernie Ripoll      | Australian Labor Party               | Oxley           | Queensland                   | 1998                       |
| Amanda Rishworth   | Australian Labor Party               | Kingston        | South Australia              | 2007                       |
| Andrew Robb        | Liberal Party of Australia           | Goldstein       | Victoria                     | 2004                       |
| Stuart Robert      | Liberal National Party of Queensland | Fadden          | Queensland                   | 2007                       |
| Michelle Rowland   | Australian Labor Party               | Greenway        | New South Wales              | 2010                       |
| Nicola Roxon       | Australian Labor Party               | Gellibrand      | Victoria                     | 1998                       |
| Wyatt Roy          | Liberal National Party of Queensland | Longman         | Queensland                   | 2010                       |
| Kevin Rudd         | Australian Labor Party               | Griffith        | Queensland                   | 1998                       |
| Philip Ruddock     | Liberal Party of Australia           | Berowra         | New South Wales              | 1973                       |
| Janelle Saffin     | Australian Labor Party               | Page            | New South Wales              | 2007                       |
| Alby Schultz       | Liberal Party of Australia           | Hume            | New South Wales              | 1998                       |
| Bruce Scott        | Liberal National Party of Queensland | Maranoa         | Queensland                   | 1990                       |
| Patrick Secker     | Liberal Party of Australia           | Barker          | South Australia              | 1998                       |
| Bill Shorten       | Australian Labor Party               | Maribyrnong     | Victoria                     | 2007                       |
| Sid Sidebottom     | Australian Labor Party               | Braddon         | Tasmanien                    | 1998–2004, 2007            |
| Luke Simpkins      | Liberal Party of Australia           | Cowan           | Western Australia            | 2007                       |
| Peter Slipper      | Independent                          | Fisher          | Queensland                   | 1984–1987, 1993            |
| Stephen Smith      | Australian Labor Party               | Perth           | Western Australia            | 1993                       |
| Tony Smith         | Liberal Party of Australia           | Casey           | Victoria                     | 2001                       |
| Laura Smyth        | Australian Labor Party               | La Trobe        | Victoria                     | 2010                       |
| Warren Snowdon     | Australian Labor Party               | Lingiari        | Northern Territory           | 1987–1996, 1998            |
| Alex Somlyay       | Liberal National Party of Queensland | Fairfax         | Queensland                   | 1990                       |
| Andrew Southcott   | Liberal Party of Australia           | Boothby         | South Australia              | 1996                       |
| Sharman Stone      | Liberal Party of Australia           | Murray          | Victoria                     | 1996                       |
| Wayne Swan         | Australian Labor Party               | Lilley          | Queensland                   | 1993–1996, 1998            |
| Mike Symon         | Australian Labor Party               | Deakin          | Victoria                     | 2007                       |
| Dan Tehan          | Liberal Party of Australia           | Wannon          | Victoria                     | 2010                       |
| Craig Thomson      | Australian Labor Party               | Dobell          | New South Wales              | 2007                       |
| Kelvin Thomson     | Australian Labor Party               | Wills           | Victoria                     | 1996                       |
| Warren Truss       | Liberal National Party of Queensland | Wide Bay        | Queensland                   | 1990                       |
| Alan Tudge         | Liberal Party of Australia           | Aston           | Victoria                     | 2010                       |
| Malcolm Turnbull   | Liberal Party of Australia           | Wentworth       | New South Wales              | 2004                       |
| Bert Van Manen     | Liberal National Party of Queensland | Forde           | Queensland                   | 2010                       |
| Maria Vamvakinou   | Australian Labor Party               | Calwell         | Victoria                     | 2001                       |
| Ross Vasta         | Liberal National Party of Queensland | Bonner          | Queensland                   | 2004–2007, 2010            |
| Mal Washer         | Liberal Party of Australia           | Moore           | Western Australia            | 1998                       |
| Andrew Wilkie      | parteilos                            | Denison         | Tasmanien                    | 2010                       |
| Tony Windsor       | parteilos                            | New England     | New South Wales              | 2001                       |
| Ken Wyatt          | Liberal Party of Australia           | Hasluck         | Western Australia            | 2010                       |
| Tony Zappia        | Australian Labor Party               | Makin           | South Australia              | 2007                       |